# Busitalia
Busitalia - Sita Nord S.r.l., conosciuta come Busitalia, è una società italiana di trasporto pubblico, interamente controllata da Ferrovie dello Stato Italiane, concessionaria, anche attraverso sue società controllate, della gestione del servizio di trasporto pubblico locale in diverse città italiane in Campania, Umbria e Veneto oltre che nei Paesi Bassi attraverso Qbuzz. Occasionalmente gestisce anche i servizi autobus sostitutivi per conto di Trenitalia, altra società del gruppo.
La sede amministrativa è a Firenze mentre quella legale è condivisa con la capogruppo e con le altre società controllate da quest'ultima a Roma.

## Storia
La società nacque nel 2011 nell'ambito della scissione della Società Italiana Trasporti Automobilistici (SITA), allora controllata da SOGIN (quest'ultima parte del gruppo Ferrovie dello Stato ed incorporata in SITA prima della scissione), col nome di FS Trasporti su Gomma (FSTG) ereditando il ramo d'azienda settentrionale, comprendente le attività in Toscana e Veneto, oltre che gli autoservizi sostitutivi/integrativi sull'intero territorio nazionale (precedentemente affidati a SOGIN). Poco dopo FSTG ha assunto una nuova ragione sociale: Busitalia-Sita Nord.
Già nel corso del 2012 la newco ha composto un'associazione temporanea di imprese (ATI) con Cooperativa Autotrasporti Pratese (CAP) e Autoguidovie per l'acquisto del ramo operativo di gestione del trasporto pubblico locale di Firenze e area metropolitana detenuto da ATAF attraverso l'acquisto del pacchetto azionario della neocostituita ATAF Gestioni; i servizi di TPL in Toscana sono poi stati ceduti nel 2021 ad Autolinee Toscane. Due anni dopo la società acquisì anche il ramo operativo di Umbria TPL e Mobilità, ereditando la gestione dei servizi di trasporto pubblico locale su gomma in gran parte dell'Umbria oltre che dei servizi di navigazione sul lago Trasimeno e della funicolare di Orvieto. Con l'azienda padovana APS Holding costituì nel 2015 Busitalia Veneto, a cui le due aziende hanno conferito la gestione operativa delle autolinee urbane ed extraurbane di Padova e Rovigo. Nell'anno successivo l'azienda ampliò il suo panorama di azione aggiudicandosi la gara per l'acquisizione del Consorzio Salernitano di Trasporto Pubblico (CSTP), dal 2013 in stato di insolvenza, confluito in Busitalia Campania.
Nell'aprile 2017 acquista il 51% di Simet, azienda calabrese specializzata nel trasporto di passeggeri su gomma a lunga percorrenza, dando vita alla Busitalia Simet e al marchio Busitalia Fast. Nel 2019 Busitalia esce dalla società Busitalia Simet, abbandonando di fatto il settore delle lunghe percorrenze su autobus. A seguito di ciò, il servizio torna ad essere effettuato esclusivamente da Simet.
Nel luglio 2017 Busitalia ha acquisito la società olandese di trasporto pubblico locale Qbuzz.

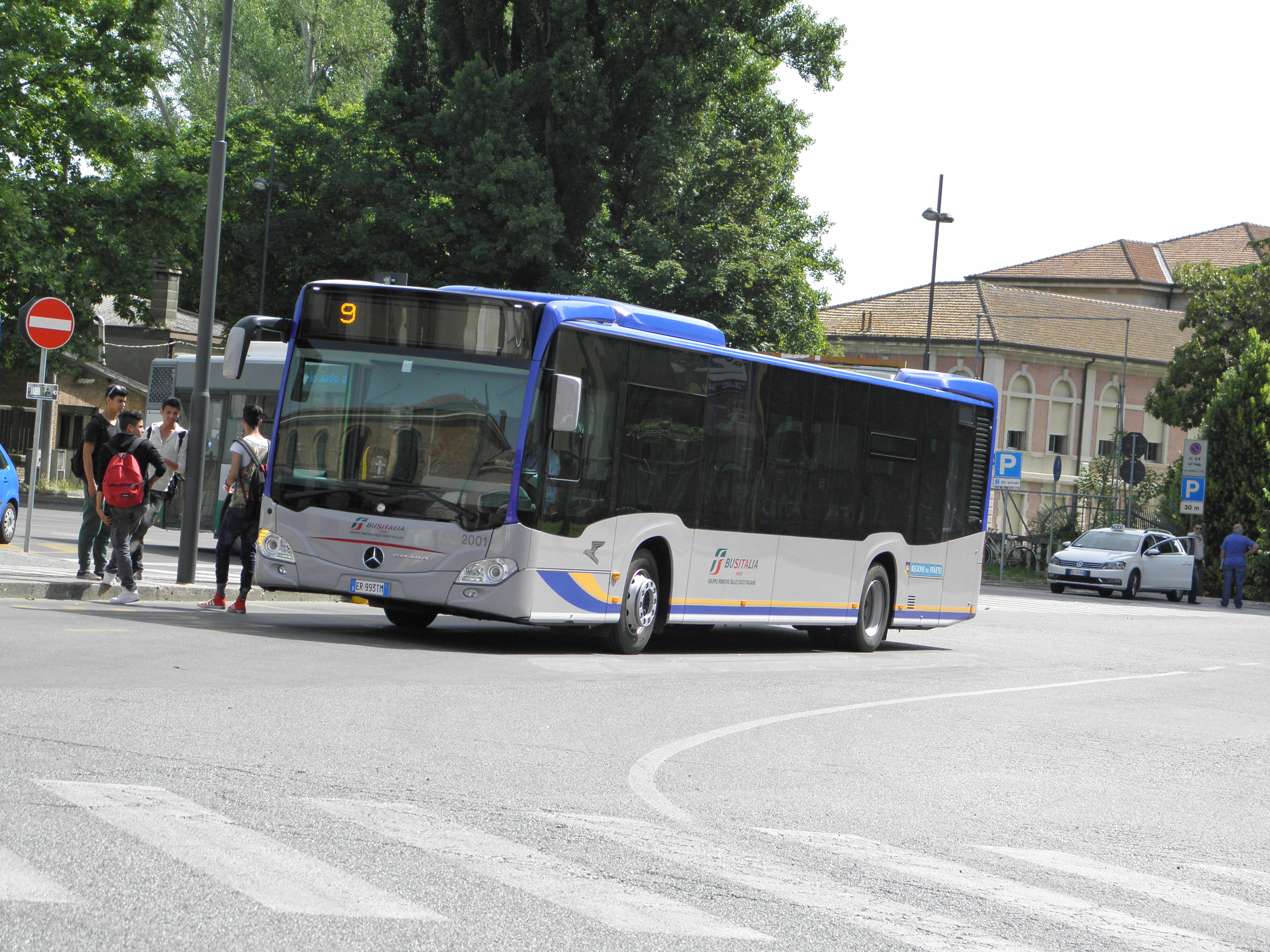
Mercedes-Benz Citaro in servizio a Rovigo in livrea Busitalia - Sita Nord.

Il 6 maggio 2025, a seguito dell’assemblea straordinaria, Trenitalia ha finalizzato l’acquisizione di Busitalia, diventando così socio unico dell’azienda di trasporto locale.